# F-86軍刀戰鬥機
F-86「軍刀」（F-86 Sabre）是第二次世界大战后美國设计的第一代喷气式战斗机，用於空戰，攔截與轟炸。1947年10月1日首飛，1949年服役。這是美國早期設計最為成功的噴射戰鬥機代表作，除了大量的次型與軍援之外，也衍生出海軍型的FJ怒火戰鬥機。同時，F-86也是第一架在俯衝時超過音速，以及世界上第一架裝備空對空飛彈的戰機。F-86後來衍生出F-100超級軍刀（Super Sabre，或暱稱為軍刀45）戰鬥轟炸機，是第一架能在平飛狀況下達到音速執行作戰任務的戰鬥機。軍刀式戰機在美國生產的時間從1949至1956年，期間除自用外也曾大量軍援美國相關盟國，在1956年北美公司停產軍刀式後美國以授權生產方式繼續讓軍刀機產線在日本、加拿大、澳大利亞、義大利等地延續至1950年代末期。
F-86接替機種為衍生於F-100的YF-107A終極軍刀戰鬥機（Ultra Sabre，後來競標時為F-105擊敗）。

## 設計
F-86其設計來自於北美航空公司在二戰時期開發的噴射戰鬥機計畫，1944年底，北美航空向美國海軍提案研製噴射戰鬥機，這件提案在1945年1月1日被美國海軍接受，北美以此開發XFJ-1艦上噴射戰鬥機原型機，當時的XFJ-1雖然已裝備噴射引擎，但是在設計上仍有許多沿襲P-51戰鬥機的部分，尤其是主翼。而美國陸軍航空隊在1944年中期起草噴射戰鬥機的需求規劃書，陸航期望的噴射戰機是架單座、中程、可高空飛行，僅可在日間使用的護航戰鬥機／戰鬥轟炸機，北美在需求書發佈後向陸航提出四種設計草案，最後陸航選擇了以XFJ-1設計研改的型號，北美公司代號NA-140的設計，正式合約於1945年5月23日簽訂，美國陸航版本的XFJ-1因為刪除了海上需求配件，並以新材料減重，因此性能表現上會較FJ-1更加出色，極速可從880公里升級到937公里。
雖然速度上得到增益，但是與XP-86同世代的競爭者：洛克希德P-80與共和P-84在極速表現上仍在伯仲之間，當時對飛行性能要求有限的情況下北美公司的方案不一定足以在競爭者間脫穎而出；加上1945年6月北美的技術人員從投降的德國攜帶回他們的噴射戰鬥機實驗數據後，開發團隊發現如果要滿足高速戰鬥機的性能，後掠翼設計不可或缺，1945年8月北美研發NA-140的團隊毅然決定對開發中的XP-86設計進行激進的全面調整，雖然這個想法北美公司營運高層曾反對，但最終工程團隊以風洞實驗參數去說服高層接受研發調整的決議。1945年秋季，北美向陸航要求變更設計的許可；陸航檢查相關調整後，認為該設計有更大潛力，故允諾NA-140的設計更換要求。
XP-86將原本流用P-51的主翼和垂直尾翼全部換掉變成後掠翼，後掠翼設計以對稱四位數翼型為基礎，配合NACA 0009.5-64設計的翼根、NACA 0008.5-64設計的翼尖、有著35度後掠角，搭配檢查Me-262A時所得知的電動穩定器，與新設計的垂直尾翼構型；新設計不免需要更多時間進行研製。
在早期型號上，機翼前緣是自動縫翼，會自動在低速時打開縫翼令機翼面積增加以增加昇力，高速時則自動關閉以減少阻力並增加速度，但由F-86F開始改用「6-3翼」。
本機較進步的設計是使用屬於軸流式的J47渦噴發動機，計劃之初使用F-84戰鬥機使用的J35等引擎，其類似Me262的引擎Jumo 004或BMW 003，在美軍檢獲Me262實機後發現其問題而開始發展J35的後繼產品J47。J47推力超過MiG-15上使用的尼恩引擎，雖然很多反共人士批判英國贈蘇聯的做法，但其實尼恩早便同時售與美國和法國，而其實構造較簡單和技術成熟。而且J47是專為戰鬥機開發的，較能適應戰爭時的各種需要的像較急速的加速或減速需要。但J47和其前代的J35中後期型成功解決J35早期型或多種同期的類似的軸流式引擎，包括米格-9或雅克-15戰鬥機用的RD10和RD20的致命缺點，便沿襲自其原始設計Me262的上的不耐用和可靠性低。使到能夠部署在後方維護的工場外成千上萬里外。相對早期韓戰時的噴射戰鬥機只有F-80和米格-15，是因為使用較傳統但可靠耐用的離心式引擎，便是因為其他早期的噴射機，包括了早期的F84或米格-9或Yak15，都因為引擎的可靠性和耐用不堪，無法在遠離後方工場的地方部署。
F-86的瞄準系統是電子化的，機首有一部測距雷達並且有相應的彈道計算機，雷達對敵機測距後會由彈道計算機去計算彈道再變成一個光圈顯示在駕駛艙前方的瞄準器上，在機首的測距雷達下方就是其進氣口，內有一條進氣道由駕駛艙下方穿過至發動機，在進氣口左右兩側是其武器，武器系統包括6挺白朗寧M2HB12.7毫米重機槍，每挺機槍備彈425發，6挺機槍的彈道設計是在距離機首1,000公尺遠空間集於一點。另外它可以攜帶2000磅炸彈或8枚5吋無導向火箭。F-86的駕駛艙為了高空作戰需求配備了加壓座艙，同時駕駛艙也施加了防彈裝甲與防彈玻璃，F-86的座艙整體可抵禦7.62公厘子彈，駕駛座背面有8公釐厚的防護裝甲板，駕駛座的頭靠則有9公釐厚的裝甲保護，強化駕駛員要害部位的防禦力。
相關同期戰機在1946年多半完工測試，但XP-86延遲至1947年10月1日始首飛，1948年美國空軍成立，機體編號也修正成XF-86，經過測試美軍對XF-86的性能相當滿意，也要求北美航空盡快將此型機量產，首批量產的F-86A在1949年進入美國空軍服役。
F-86在1949年開始撥交美國空軍，第一支接收單位為美國空軍第一戰鬥機聯隊的第94戰鬥機中隊；1950年代初F-86配發規模開始達到聯隊級標準。

## 圖片

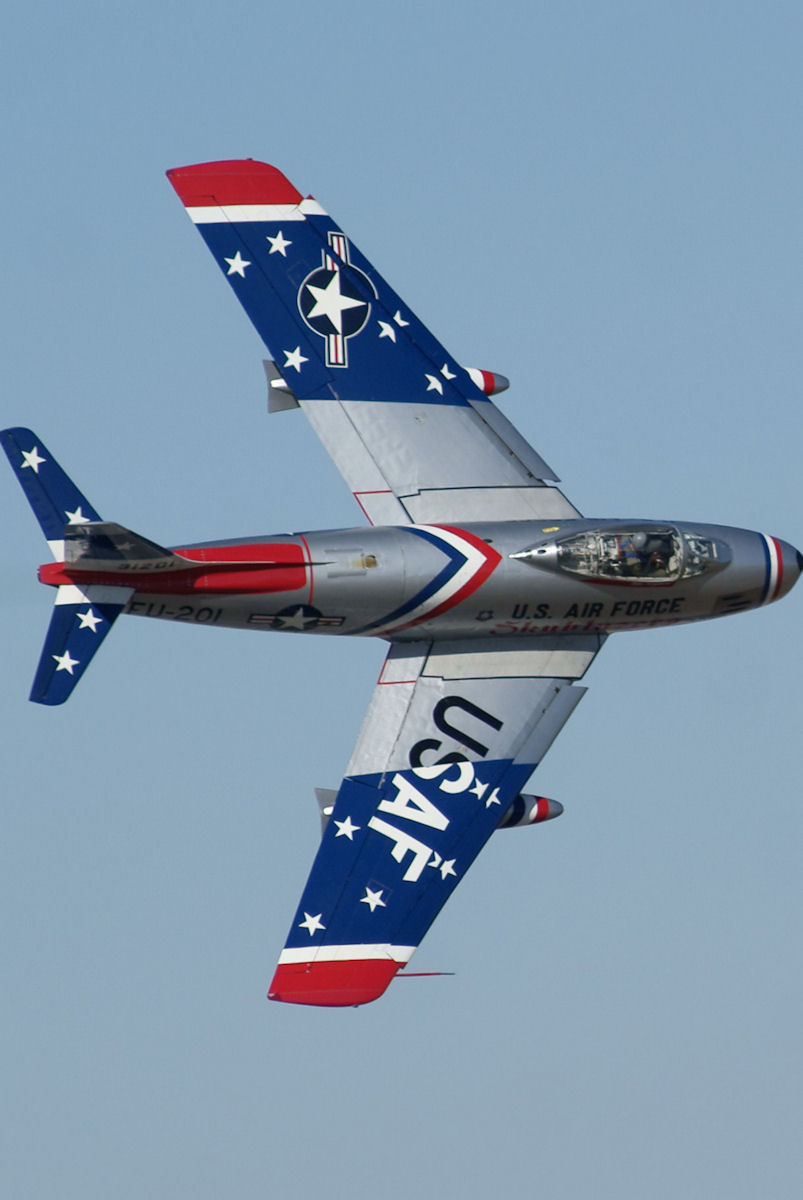
採用早期型前緣自動縫翼的F-86
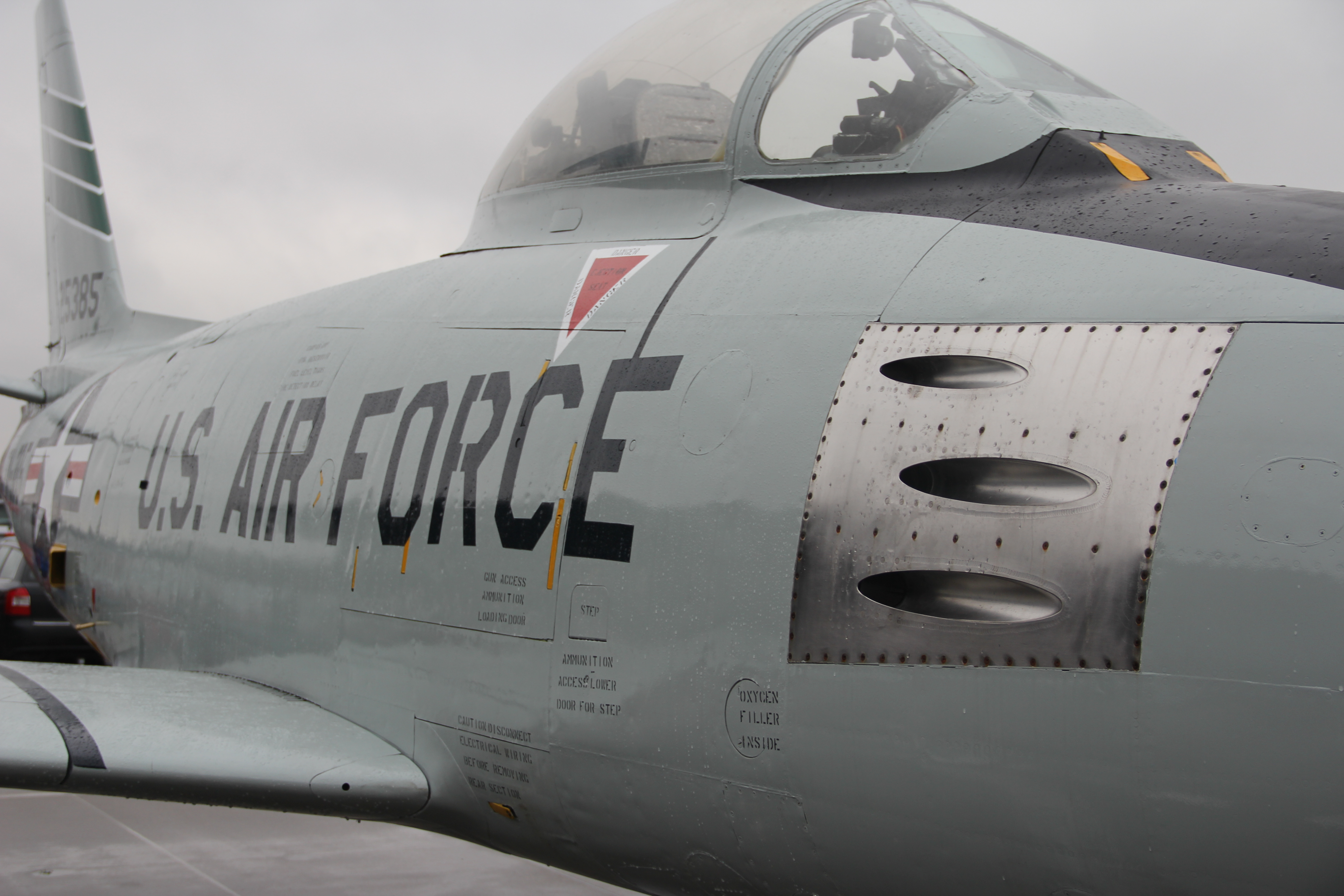
F-86軍刀機的機頭有6挺白朗寧M2重機槍
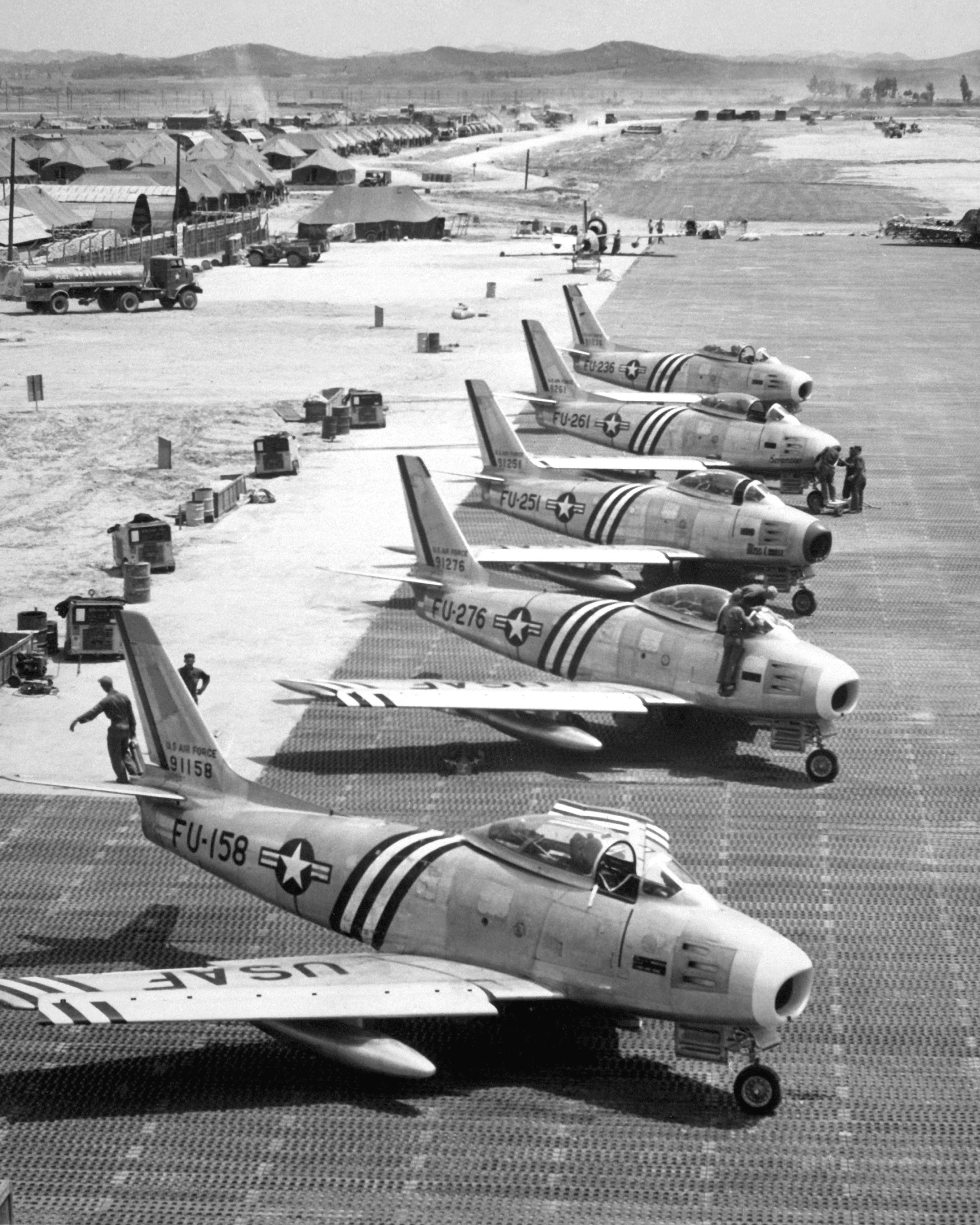
韓戰時在南韓機場的F-86機隊

## 實戰
F-86軍刀機主要曾參與以下三場戰爭，其主要接戰對象為米格15與米格17：
- 朝鮮戰爭

朝鮮戰爭中，美國空軍F-86槍機鏡頭錄下了於韓國上空擊落米格-15的影片

1950年中韓戰爆發，雖然F-86是當時聯合國部隊最先進的噴射戰鬥機，但是因為數量與轉換訓練尚未結束之故，在前半年美軍在韓國戰場的主力仍是F-80與F-84戰鬥機，直到1950年11月聯合國軍首度與蘇聯制造的米格-15戰鬥機接觸，發覺當前戰機已無法有效制敵，才急忙在1950年12月從美國本土調動3個中隊的F-86增援遠東。至韓戰停戰協議簽署前，共有696架軍刀機運輸到韓國戰場作戰，其中美國空軍配備674架、南非空軍配備了22架。
F-86與米格-15相較之下，最大水平空速、升限、中低空爬升率都低於米格機，但她因為飛行控制裝置的人因工程比蘇聯設計優秀，且飛行操作裝置設計較為先進，所以高速狀態下的操控性較米格機佳，運動性靈活，也是一個穩定的射擊平台，配合雷達瞄準儀，能够在低空有效對抗來自於蘇聯、北韓、中國人民志願軍等飛行員駕駛的米格-15。它亦是美國第一架裝設彈射椅的戰機。蘇聯最初對於F-86的研究來源是從1951年10月16日回收的的軍刀機，蘇聯人認為軍刀機配備的APG-30雷達瞄準儀讓軍刀機獲得比比米格機更遠的射程優勢，至韓戰結束前蘇聯取得了2架F-86進行評估。
在1950年末至1951年初，在朝鲜半岛的西北部，从鸭绿江以南至清川江之间的空域，是米格15與F-86的主要激戰區。美国飞行员开始以 Mig Alley 称呼这个区域，认为进入这个空域就要展开宛如后巷（back alley）中的混战。而中文媒体大多将alley翻译成了“走廊”，从而有了“米格走廊”一词。根據韓戰結束後在1953年的統計，美國空軍在韓國損失了250架軍刀機（78架空戰中遭擊墜、19架地面防空炮火擊殺、13架原因未知、13架失蹤、61架歸類於其它原因，統稱作戰損失）、66架則是因飛行事故殉職（非戰鬥任務飛行中失蹤34架、訓練墜毀32架），並有186位飛官在戰鬥中殉職。除了美軍外，南非空軍在韓戰中也有6架軍刀機損失，在韓戰中遭擊毀的軍刀機共有256架。美國聲稱其軍刀機部隊擊落了805架米格15、1架伊爾-12運輸機，贏得韓戰的制空權。
蘇聯的統計，則表示蘇聯空軍在韓國戰場損失了335架米格15，軍援給中共的米格15則是損失224架。朝鮮民主主義人民共和國的損失至今未有可信之公佈資料，但是從北朝鲜逃亡出來的相關人士口述，則聲稱北朝鲜空軍在韓戰間損失大約100架米格15，大致來說，朝鲜戰争中損失的米格15數量約在650架左右，但是實際戰損理由因當前尚未完成可有效比對之研究。而蘇聯聲稱在朝鲜戰争期間擊落642架軍刀機，中國人民解放軍空軍則聲稱擊落181架軍刀機，即便納入採用防空火炮擊落的數目，這些宣稱的戰績仍然遠高過聯合國軍佈署在韓國戰場的軍刀機數量，從雙方聲明資料可以了解單方面宣稱的勝利紀錄難以全面採信，必須在雙方作戰資料比對下才能實質還原戰果。
- 台海戰爭

國軍自1955年開始接收F-86戰機，並取代P-47和P-51戰機，和中共的米格機作戰。
1955年10月15日，五大隊劉紹堯少校、孫嗣文上尉、呂培元中尉和林佐時中尉駕駛F-86F於馬祖島附近巡邏，和12架米格15遭遇，空戰中孫嗣文上尉擊落一架米格15。解放軍承認海航4师10团的葛長泰陣亡。此次為十一五南麂山空戰。
1958年8月14日，5大隊8架軍刀機，由李忠立少校、尹滿榮、秦秉鈞上尉、潘輔德中尉、劉憲武上尉、梁金中中尉、劉光燦上尉、劉文綱中尉駕駛(梁金中座機艙壓故障折返，未參與空戰)在平潭島上空東北方十浬處偵照時，遭遇中共4架MiG-17戰機攔截，雙方隨即展開戰鬥。空戰後李忠立、秦秉鈞各擊落一架米格17，潘輔德和尹滿榮可能合力擊落一架，劉光燦失蹤。解放軍僅承認周春富被擊落身亡。此次為八一四平潭空戰。
1958年8月25日，第5大隊8架軍刀機飛抵金門上空巡邏，確保領空，與共機8架米格17遭遇，纏鬥中我軍蔣天恩少校、顧樹庠上尉各擊落共機1架。解放軍僅承認劉維敏被己方高射炮擊落身亡。此為金門東十浬空戰。
1958年9月8日，5大隊26中隊3個分隊共12架軍刀機，由李忠立、戴邁倫、林宗和、黃永隆、余鍾禔、朱偉明、秦秉鈞、劉文綱、劉憲武、梁金中、李貽鈞、王濤駕駛，掩護2架RF-84偵察機偵照，途中與12架米格17發生空戰。戰後劉憲武擊落二架、餘鐘禔、秦秉鈞、梁金中各擊落一架、朱偉明可能擊落一架、梁金中擊傷一架。解放軍承認王保鈞被擊落後獲救，高長吉座機故障跳傘獲救，張以林座機被擊傷。此次為九八澄海空戰。
1958年9月18日，金門西北方上空4架軍刀機，由詹承矩少校、董光興上尉、毛節盛上尉、丁定中中尉掩護RF-84偵察機，16:16與4架米格17展開空戰，結果董光興與毛節盛各擊落一架。此為圍頭空戰。
同日金門南十浬上空4架軍刀機，由孫嗣文少校、劉心業中尉、林文禮上尉、陸養仲少尉，掩護海軍的補給船團。在18:04遭遇8架米格17。空戰後孫嗣文擊落兩架、林文禮、劉心業、陸養仲各擊落一架。解放軍僅承認趙清洁被擊落身亡，韓玉硯座機被命中31發。此為金門南十浬空戰。
1958年9月18日，雙方爆發九二四空戰。也是軍刀機首次使用空對空飛彈戰鬥。
1958年10月10日，雙方爆發馬祖雙十空戰。結果路靖少校擊落一架、丁定中上尉擊落二架、葉傳煦上尉擊落一架、張迺軍少尉與米格機互撞後跳傘被俘，解放軍承認杜鳳瑞撞機後跳傘身亡。
- 印巴戰爭

## 生產次型

### XP-86
F-86的原型機，北美內部編號NA-140，1947年10月1日首飛，製造3架。

### F-86A

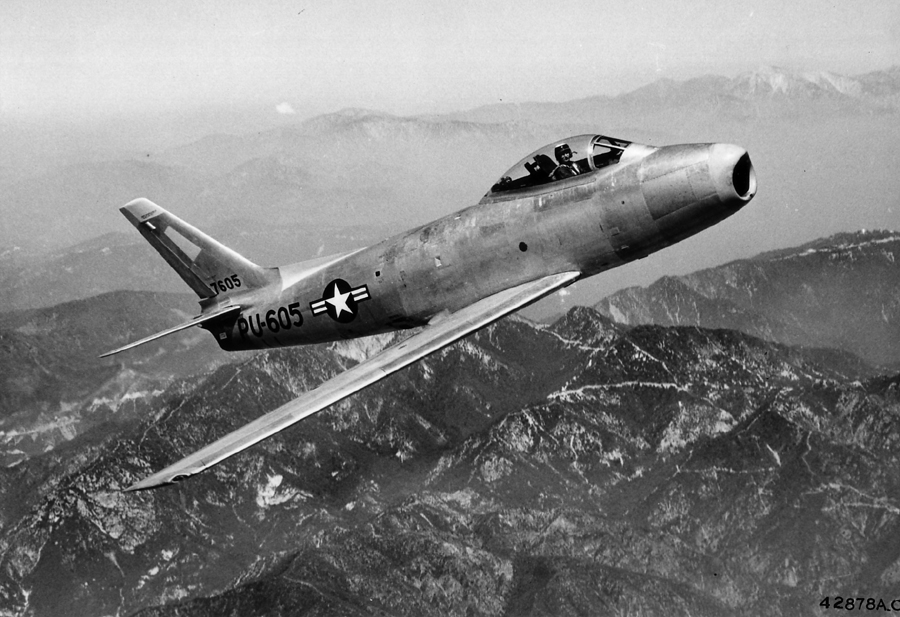
F-86A

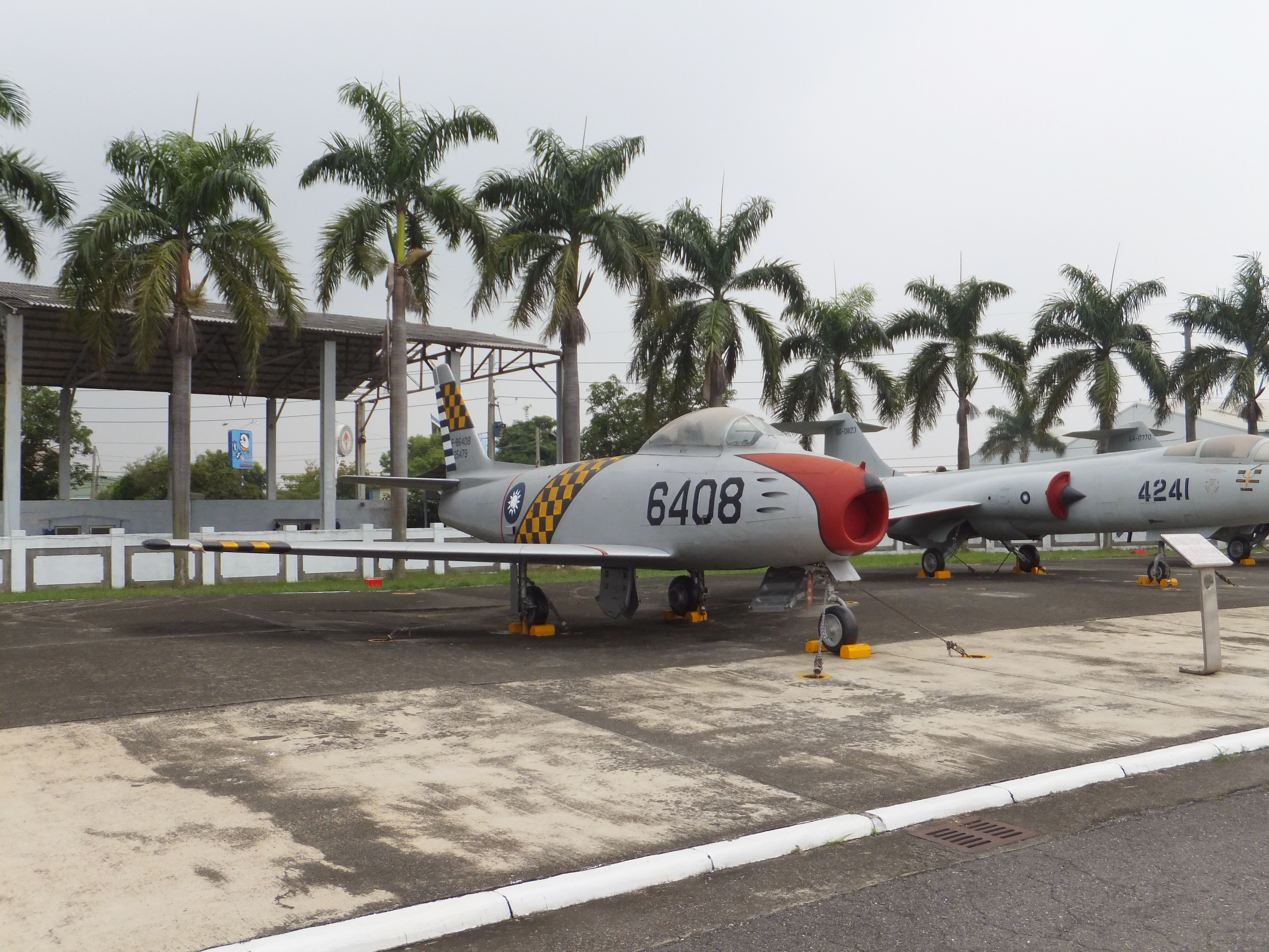
岡山空軍官校軍機展示場的F-86戰鬥機，1950~60年代初期中華民國空軍的主力戰鬥機。

F-86A是軍刀系列的第一種，採用J47-GE-13渦輪噴射發動機（推力 23.4仟牛頓）。北美公司於1946年11月接到33架生產訂單，此時XF-86第一架原型機尚未試飛。第一架A型於1948年遞交美國空軍，直到1949年生產結束，共有A-1、A-5、A-6、A-7等子型號。33架中絕大多數用於測試和評估，並未進入部隊服役，此型號北美內部編號為NA-151。
真正進入美國空軍單位服役的F-86A是從第二批由F-86B轉單的188架訂單開始，1949年3月到9月之間全部生產完畢。最後一批333架生產訂單是在1949年2月獲准，同年10月開始運交軍方。此型號北美內部編號NA-161。

### F-86B
為了改善未經整理跑道的起降性能，美國空軍提出加大輪胎設計的需求。這一批軍刀機因為差異甚大而將編號改為F-86B。然而增加輪胎尺寸的工作聯帶引發其他相關結構與系統的變更，使得設計工作愈加複雜。等到高壓力輪胎與新的煞車系統成熟之後，這項變更需求反而不再適用，北美公司在1945年底建議將原先190架F-86B訂單拆成188架A與2架C型。經過美國空軍同意之後，F-86B的編號正式廢止。

### F-86C
美國陸軍航空隊在1946年提出穿透戰鬥機需求案之際，北美公司以F-86A為藍本大幅修改之後，提出F-86C與麥克唐納公司的XF-88戰鬥機以及洛克西德公司的XF-90戰鬥機同台競標。

### F-86D

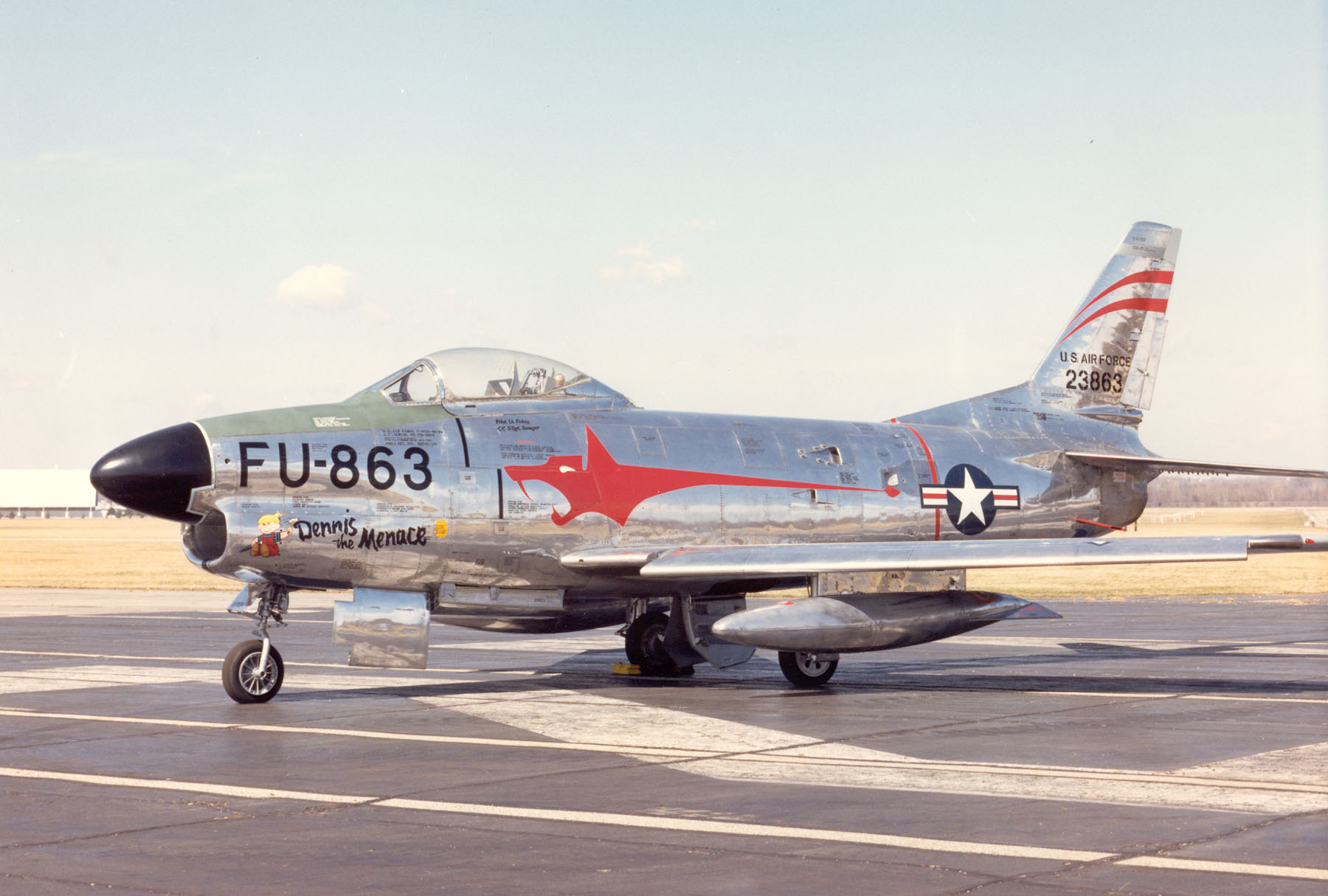
F-86D戰鬥機

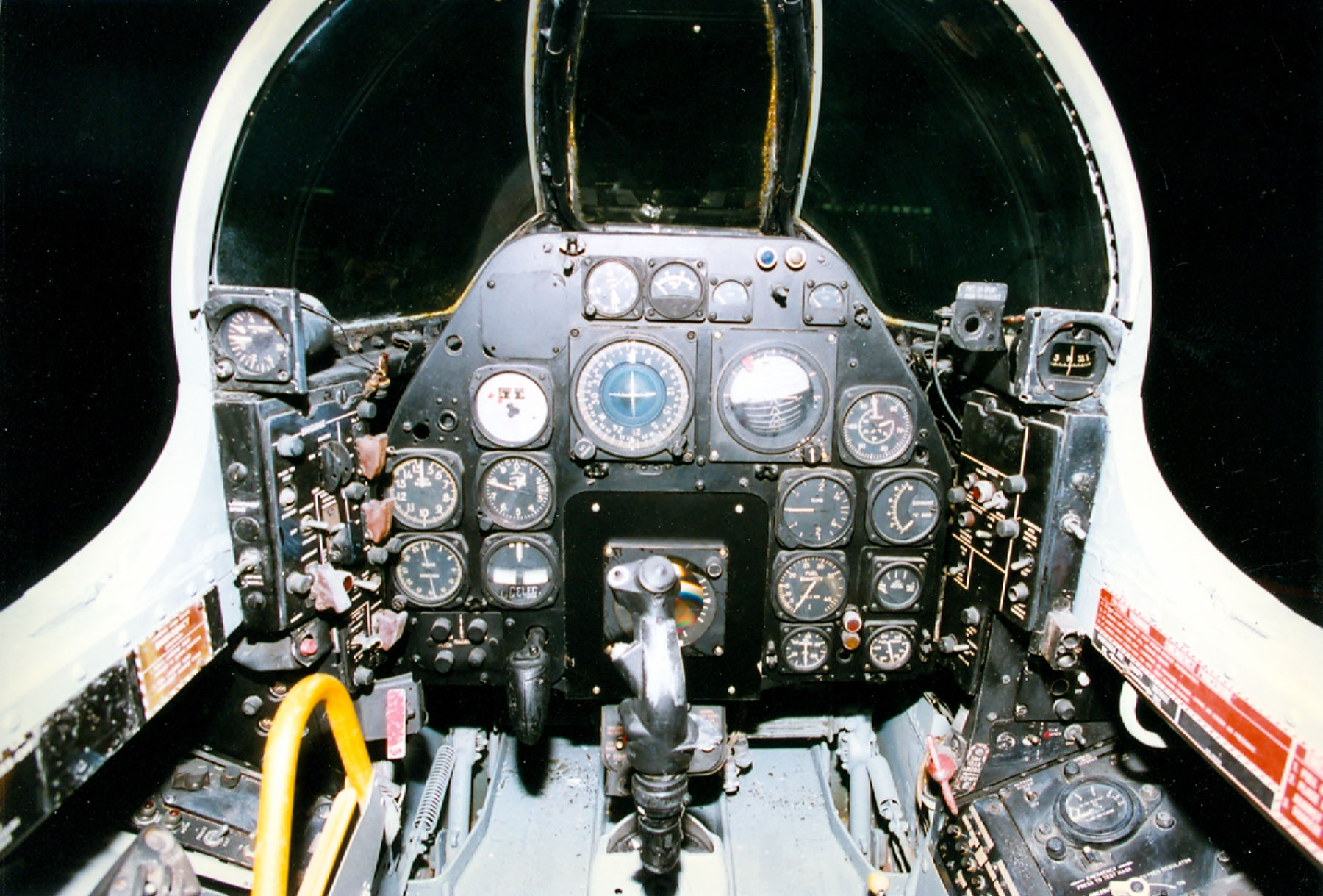
F-86D戰鬥機駕駛艙

又被稱為「軍刀狗」(Sabre Dog)，是美國空軍第一架全天候戰鬥機，原開發代號YF-95A，但是因為韓戰造成美國財政惡化，因此全天候戰鬥機的開發由F-86系列改造，並沿用系列編號；說是改造，但D型與A型的設計相通性只有20%，基本上已經是不同機型，F-86D最終生產2,504架。
F-86D為了空出雷達裝設空間，原先的機首進氣口下移，改變為類似F-16的下顎式進氣，搭載有後燃器的J47-GE-17渦輪噴射發動機，並且具備電子控制的燃料分配系統。這套系統當飛行員推動飛行桿時，由電子電路根據進氣量、發動機與後燃器的運作狀況來決定供給多少燃料，避免造成無謂的浪費。F-86D的機鼻也安裝一具AN/APG-36雷達，並與休斯E-3/E-4火控系統相連，以提供全天候的攔截能力，但是受限1950年代的電子科技自動化不足，對單座駕駛員負荷極大，曾被挖苦說需要第三隻手才夠操縱。
武器方面，F-86D主要武器是機腹的火箭莢倉，可搭載24枚2.75英吋的巨鼠航空火箭（FFAR），由飛機火控電腦計算目標相關位置後以全彈射擊的單一模式攻擊，除火箭莢艙外另搭載一門20機砲。
- 1966年5月11日，中華民國空軍的F-86D戰機解除戰備，全數歸還美國後，繼續使用F-86F戰機。

### F-86E
F-86A改良型，除垂直尾翼仍留用鋼纜操作，主翼與尾翼改液壓操作提升高速狀態飛行控制性能，並改裝可上下調整的全動式尾翼試圖改善穿音速飛行操作穩定性。共生產456架。

### F-86F

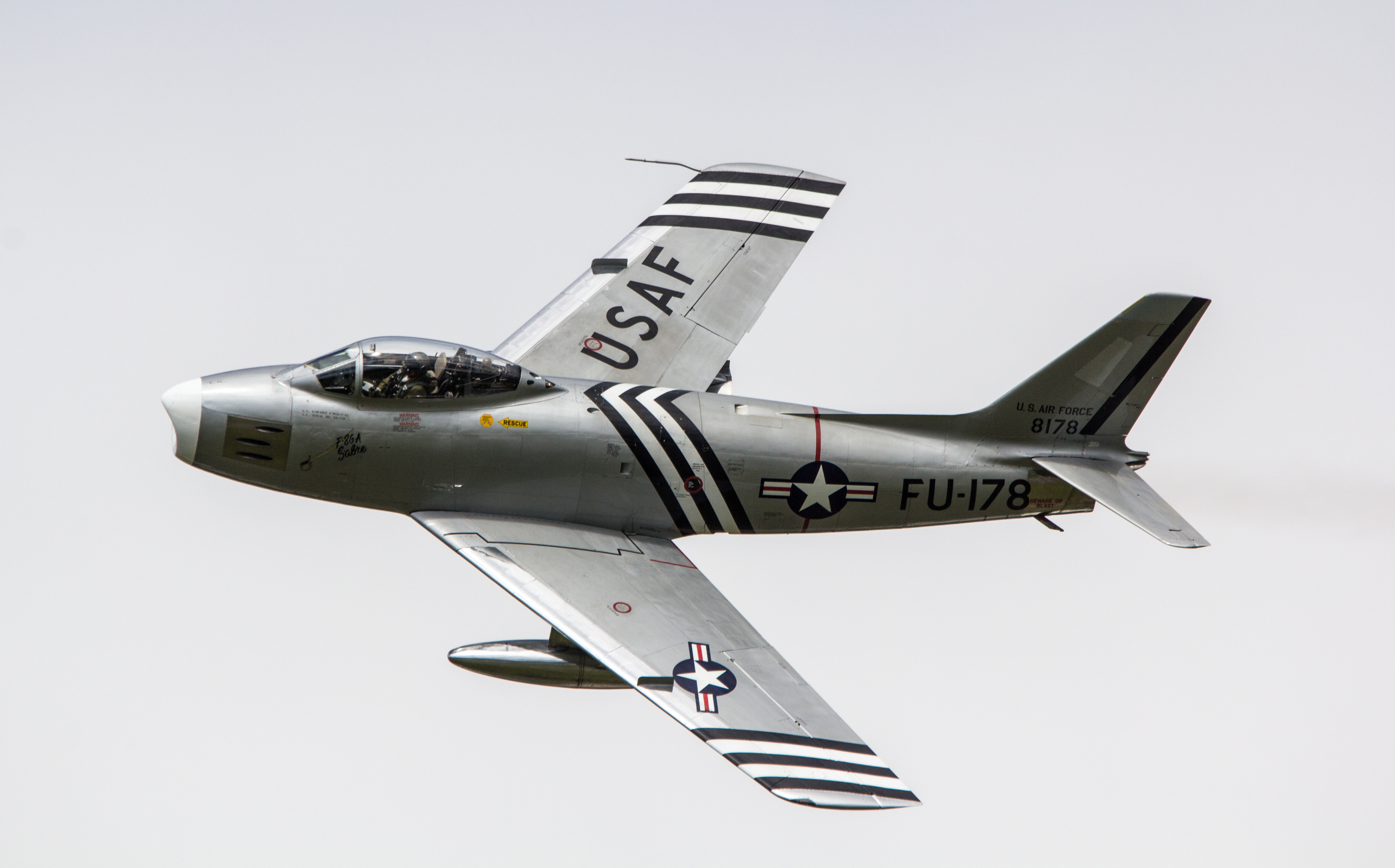
採用6-3翼的F-86F

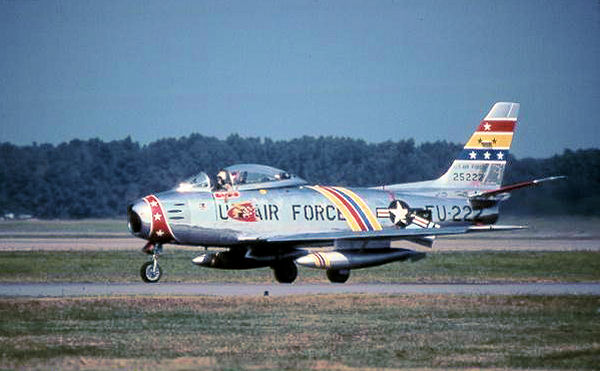
1955年，美國空軍第21戰鬥轟炸機聯隊部署在法國尚布萊-比西耶爾空軍基地的F-86F（52-5222）

F-86F屬於日间战斗機的主要型號，共生產2,239架。F型裝備了推力更大的J47-GE-27發動機（推力 26.3仟牛頓），還可攜帶兩個副油箱，作戰半徑增長到690公里，該型機同時具備LABS（低空轟炸系統），專門用於投放小型戰術MK12原子彈。
F-86F也把機翼改成為「6-3翼」，取消了早期機翼的前緣縫翼，主翼翼弦於翼根增加6吋（15.24公分），翼稍增加3吋（7.62公分），機翼面積由26.75平方米增加至28.08平方米，機翼內部空間也增加而令其油箱容量由1646升增加至1911升，機翼後掠角度由35度改為35.7度，另外在機翼緣長70%處加上一塊小金屬片作為翼刀，作用是在高速飛行時，阻止氣流沿翼展方向流動。

### F-86H

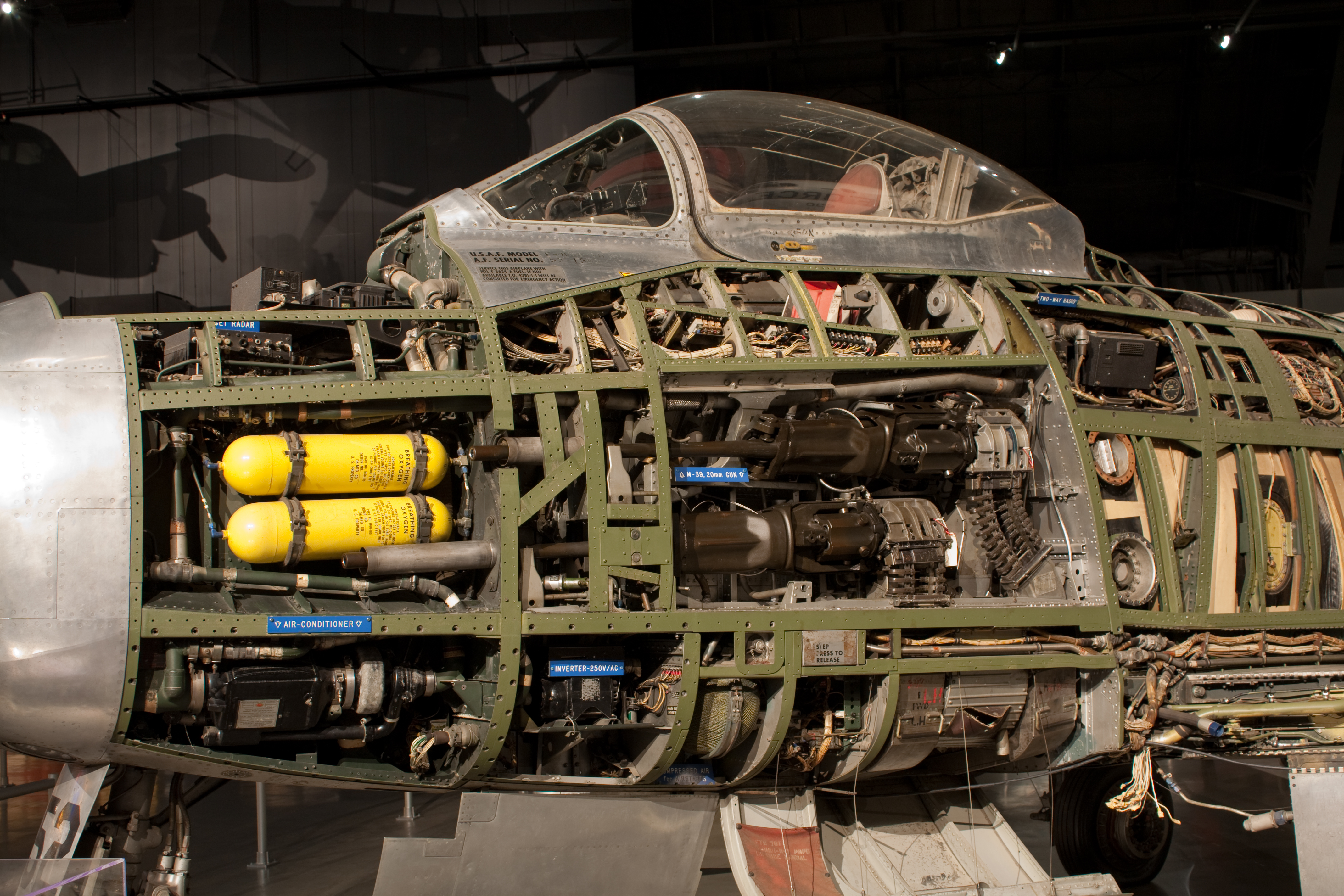
F-86H的武裝改為4挺20毫米口徑M39機炮

北美公司建造了473架，配備有低空轟炸系統（LABS），並可提供用於核武器，武裝方面改為4挺20毫米口徑M39機炮

### F-86K
北約版本的F-86D，武器裝配系統為MG-4火控系統，四門20毫米M24A1機砲，每槍可發射132發，APG-37雷達。

### F-86L
將F-86D做了新的功能升級，有新的電子設備，延長了翼梢和機翼前緣，修改了座艙的佈局和提高大功率的發動機。

### CL-13
加拿大Canadair公司授權生產的軍刀，外銷到多個國家服役。

### CAC軍刀式
由澳大利亞聯邦飛機公司授權生產的軍刀機，正式編號CA-27，3種改型共生產112架。動力更換為勞斯萊斯埃文（Avon）發動機，固定武裝更換為2挺亞丁30毫米轉輪式機炮，機體結構因此有6成重新設計；因此也有直稱為埃文軍刀（Avon Sabre）。
除澳大利亞皇家空軍操作外，印尼空軍也有使用。

## 使用國家

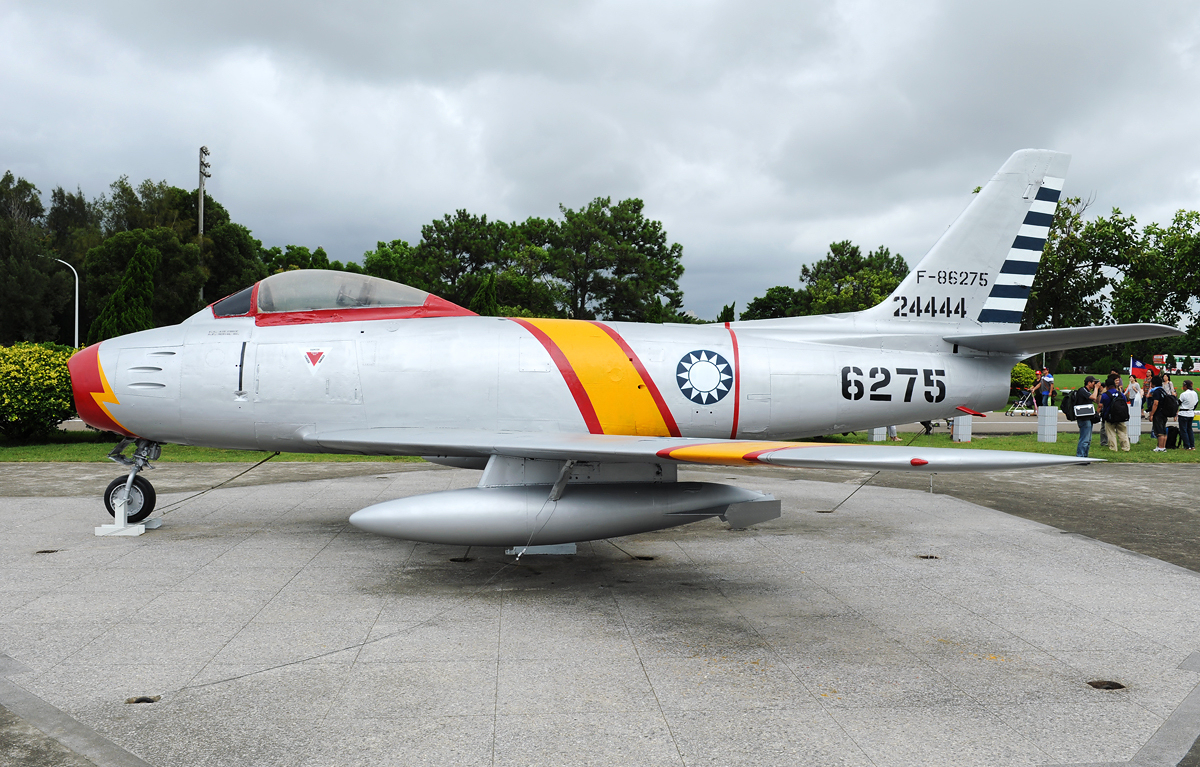
中華民國空軍之F-86F(編號6275)軍刀式戰鬥機

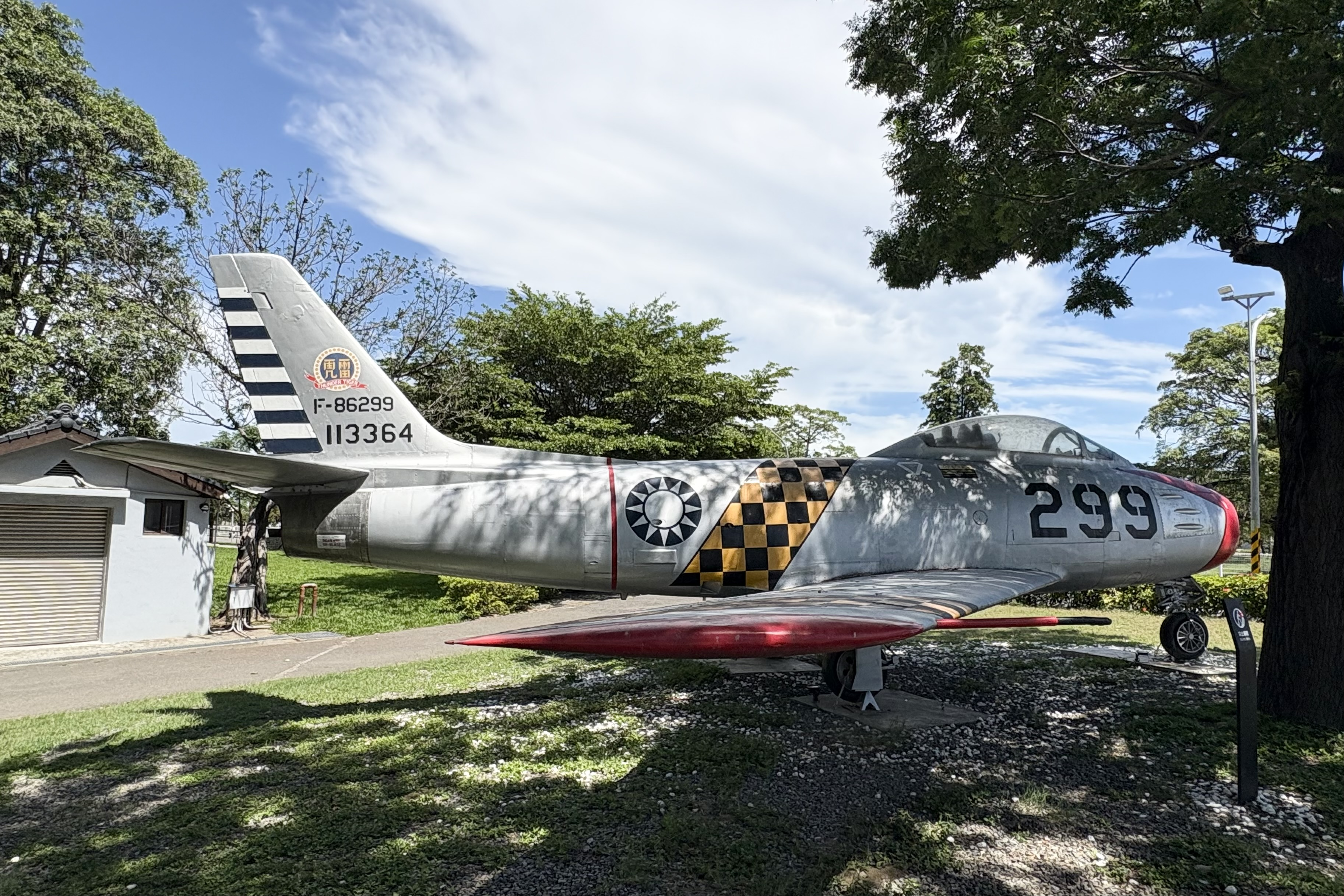
雷虎小組表演機塗裝F-86F。

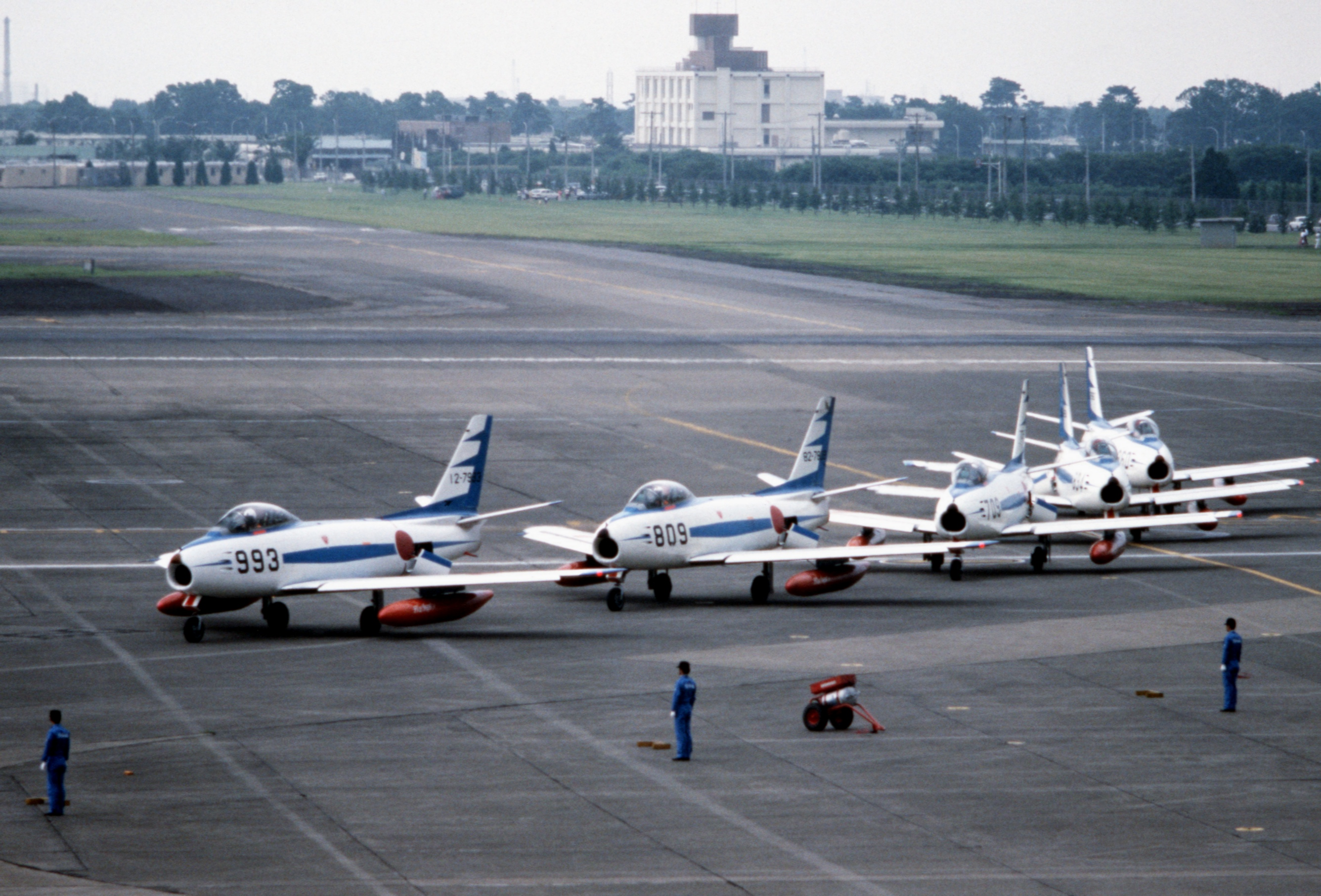
日本藍色衝擊波飛行表演隊

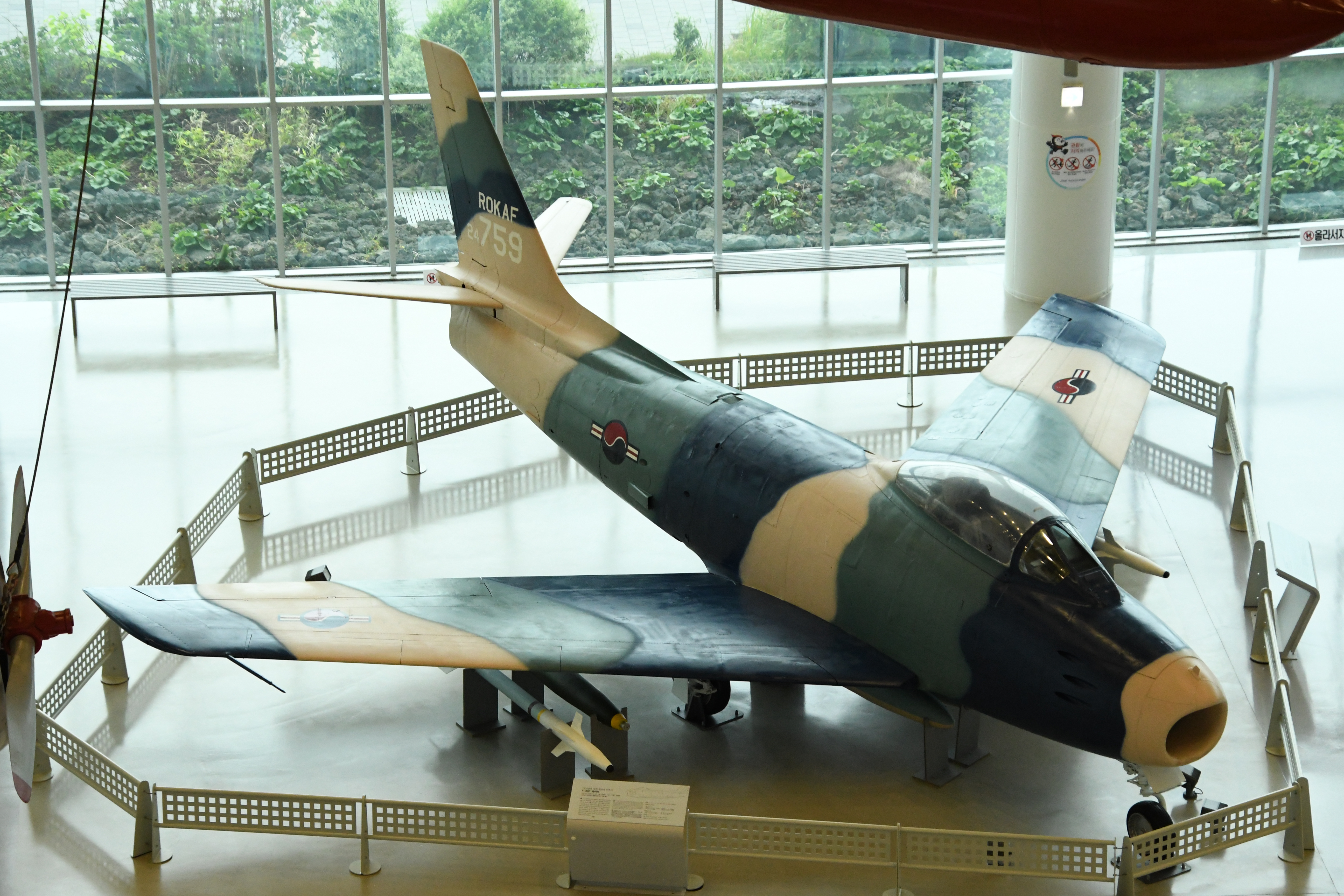
大韓民國空軍的F-86

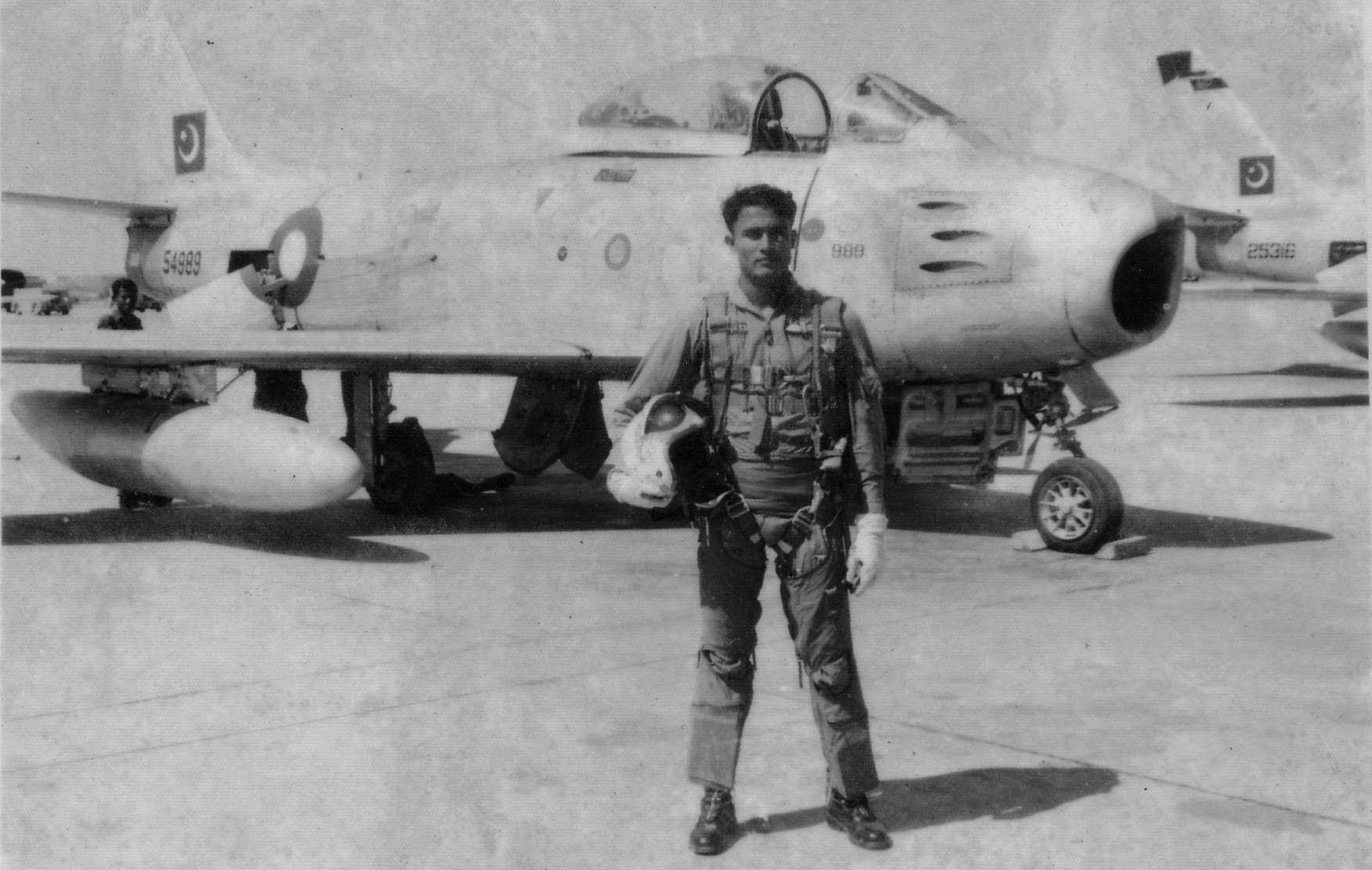
曾參與印巴戰爭的F-86

- 美国
- 玻利维亚

玻利維亞在1973年開始使用F-86F，直到1995年為止。玻利維亞空軍也是全世界最後一個使用F-86戰機的空軍。
- 中華民國

中華民國空軍於1955至1977年代共接收320架美國援助的F-86F、18架F-86D戰鬥機與7架RF-86F偵察機，其中RF-86F為原先F-86F-30NA批次機型改造。1955年10月10日，美軍顧問團團長代表贈予F-86軍刀機、登陸艇模型及155大砲等裝備，由中華民國參謀總長彭孟緝率三軍總司令受贈，相關裝備同時在台北市中山堂前廣場展示，吸引數萬民眾圍觀。1957年2月1日，軍援的7架RF-86F軍刀式戰術偵察機，撥交給第五聯隊所屬剛剛復隊的第4中隊使用。
中華民國空軍較別國軍援軍刀機較為不同的技術區別，是在八二三炮戰時追加整合了AIM-9響尾蛇飛彈的發射功能。1950年代美國空軍的F-86並不配備美國海軍開發的響尾蛇飛彈，可配備響尾蛇飛彈的軍刀機僅有在海軍服役的FJ-4海怒式戰鬥機有配備，駐華美軍顧問團為戰事迫切藉政治力強行「繳納」了在沖繩駐防的美國海軍資產供空軍使用。這批飛彈由美國海軍陸戰隊第323戰鬥機中隊技術人員的支援下，以「明星計劃」為代號將當時仍在機密保護中的40套AIM-9響尾蛇飛彈與飛彈掛架裝備在中華民國空軍的F-86F戰機上。
1950年代中期後，臺海空戰的主角多為軍刀機擔任。1956年7月21日，中華民國空軍為掩護第12偵照隊的RF-86F，與共軍爆發空戰，是為七二一空戰；1958年9月24日九二四空戰，中華民國空軍的四架F-86F戰機各裝備2枚AIM-9B響尾蛇飛彈由新竹空軍基地起飛，取得使用飛彈擊落6架解放軍空軍的米格-17、另有6架敵機遭機砲擊落的戰績。李叔元中校首創第一個以空對空飛彈擊落敵機的紀錄(F-86 編號368)；由於AIM-9的顯赫戰功，最終以明星計劃軍援的響尾蛇飛彈共有360枚。
RF-86F在1959年3月退役後由美軍收回轉交大韓民國空軍，F-86D機隊於1966年交還美國，F-86F則於1977年全數自空軍退役。
- 日本

日本航空自衛隊在1955-1957年期間獲得180架美製的F-86F。此後三菱公司在美國授權下於日本本土生產了300架F-86F型戰機，並編組為10個飛行隊（中隊），後於1962年開始逐步換裝新一代F-104J，於1982年3月15日全數退役。
除日間型，自衛隊也曾使用122架美援的F-86D全天候戰鬥機，1958年8月1日第一個使用F-86D的101飛行隊成立，到1962年共有4支飛行隊（101、102、103、105）操作F-86D，而軍援的F-86D中有24架作為零件備用機。這批F-86D使用的真空管電子零件因高濕度海洋氣候引致的故障問題，致使機隊妥善率不高，加上F-104J全天候攔接機服役後零件存量日趨耗盡，因此1967年1月便除役，在自衛隊中只服役10年，算是自衛隊操作機種中較短命的型號，但是，這對日本航空自衛隊來說意義重大，因為可以從這架飛機的作戰結果中獲得操作全天候戰鬥機的訣竅。
大韓民國空軍自1955年6月20日起接收了112架美製F-86F與10架RF-86F，除了戰鬥單位外，F-86F也是黑鷹飛行表演隊在1959至1966年間操作的機種，F-86F在1990年退役。
- 義大利
- 加拿大
- 土耳其
- 德国

1957年，德國聯邦國防軍空軍（西德空軍）接收了75架加拿大空軍使用過的的軍刀5式；1959年至1960年接收225架加拿大飛機公司製造的軍刀6式；1959-1960年接收了88架義大利飛雅特製造的F-86K。西德空軍的軍刀機隊服役時間不長，大約在1963年起由F-104G取代，1967年就完全除役。除役後的軍刀機中，59架F-86K買給了委內瑞拉；有一部分軍刀6式透過伊朗私下轉售給巴基斯坦。
- 菲律賓
- 巴基斯坦

巴基斯坦空軍在1955-1965年間接收了120架美國空軍退役的F-86F，主要為F-35與F-40型；1966-1980年向伊朗方面買進90架由西德空軍退役，加拿大飛機公司製造的CL-13B軍刀6式（Mk.6）。
巴基斯坦的軍刀機隊在1965年與1971年的印巴衝突中和印度空軍發生多次空戰，雖然印度具有蘇援的新型米格-21戰鬥機，也有自英國與法國等引入的第一代噴射戰鬥機（吸血鬼式、獵人式、神秘式等），但巴基斯坦空軍依靠較為精良的戰技及戰鬥意志抵銷印度的技術優勢。最後因美國禁運，巴基斯坦只能向伊朗進口二手軍刀來維持機隊；並逐漸由中國的殲-6戰鬥機及法國的幻象3型戰鬥機取代，1980年正式退役。
1965年的戰爭中，巴基斯坦損失了13架軍刀（6架遭獵人式、7架遭蚋式教練/戰鬥機擊墜，蚋式運用她的機動性與小尺寸在近接空戰中取得視覺盲點，印度因此稱蚋式為軍刀殺手），擊墜了14架印度空軍戰機（7架獵人式、3架吸血鬼式、2架蚋式、2架神秘式）。還有許多的印度戰機被F-86的地面轟炸任務摧毀。
1971年孟加拉國解放戰爭期間，駐東巴基斯坦的軍刀只有14中隊的24架軍刀6式。但巴基斯坦宣稱它們的軍刀在戰爭期間以7架軍刀機的損失擊墜31架印度飛機；印度則承認有11架戰機損失，同時也擊墜了11架軍刀機。但最後的結果是巴基斯坦在空戰中有13架軍刀遭擊墜或受創，11架在投降前於地面自毀避免資敵。
- 以色列
- 阿根廷
- 泰國
- 英国
- 法國
- 荷蘭
- 挪威
- 委內瑞拉
- 南斯拉夫
- 马来西亚
- 印度
- 希腊

希臘空軍由英國皇家空軍購得120架加拿大軍刀CL-13 Mk4，配備給第341、342、343攔截機中隊，1965年退役。
- 南非

南非空軍在韓戰中得到美國軍援22架F-86F-30NA批次的軍刀機，於1953年2月由南非空軍第2中隊換裝，至1963年由幻象3型戰鬥機替換。
在1971年戰爭結束後，孟加拉空軍修復了8架巴基斯坦放棄的軍刀6式，詳細除役時間不明。

## 外部連結
- 查理部落格:F-86軍刀式噴射戰鬥機（页面存档备份，存于）